# ヤリマン
ヤリマン（Slut）は、貞操観念の低い女性を指す侮蔑語。交際関係無しに相手に抱く好意以前の好奇心を衝動とし肉体関係を持つとされる。『現代用語の基礎知識』への初収録は1986年版においてで「やりまん 男遊びの激しい女の子。」と定義されている。交際関係にない不特定多数の男性と積極的に性行為の関係を持つ女性のことを意味する隠語あるいは業界用語（卑語）である。類義語に、男性の容姿問わず誰とでも肉体関係を持つ貞操観念皆無の女性への蔑称である「共同便所」「公衆便所」「辻便所」、浮気女を意味する「尻軽」、無料で肉体関係を持てた女を意味する「ただまん（free pussy）」、セックス目的（ヤリモク）の男からモテているだけで本命にはされず最終的にやり捨てられるだけの女性を意味する「穴モテ」、自ら誘わないが誘われれば応じる「させこ」などがある。また、関連語に肉体関係を持った男性の運気を上げる女性を「あげまん」、逆に下げる女性を意味する「さげまん」がある。

## 概説
社会学者の澁谷知美によると、以前は「させ子」と呼ばれていたが、それが「やりまん」に移行するのは1980年代であり、使役動詞からの派生語「させ子」と比較し、「やりまん」は能動的で女性の主体性が感じられる表現であり、1980年代、フェミニズム講座が開講され、マドンナ旋風が吹き、性においても女性の能動性や主体性が承認された結果、「させ子」から「やりまん」へ移行したかもしれない、という。
タレントの若槻千夏は、バラエティ番組『めちゃ×2イケてるッ!』で「バカまん」と呼ばれたことに対して「私はバカまんじゃありません、やりまんです」と発言したが、若槻いわく「やりまん」とは「やる気まんまん」の意であるという。
AV監督の鈴木リズは、「アバズレ（消極的ヤリマン）とビッチ（積極的ヤリマン）を一まとめにした存在が『ヤリマン』だ」と定義している。